# لين فيرغسون
لين فيرغسون (بالإنجليزية: Lynn Ferguson)‏ هي كاتِبة ومقدمة تلفزيونية وممثلة بريطانية، ولدت في 11 أبريل 1965 في غلاسكو في المملكة المتحدة.

## أعمال

### أفلام
- هروب الدجاج[5]

## وصلات خارجية
- الموقع الرسمي
- لين فيرغسون على موقع IMDb (الإنجليزية)
- لين فيرغسون على موقع ألو سيني (الفرنسية)
- لين فيرغسون على موقع ميوزك برينز (الإنجليزية)
- لين فيرغسون على موقع أول موفي (الإنجليزية)
- لين فيرغسون على موقع قاعدة بيانات الأفلام السويدية (السويدية)
- لين فيرغسون على موقع قاعدة بيانات الفيلم (الإنجليزية)
- لين فيرغسون على موقع كينوبويسك (الروسية)